# Brňavka
Brňavka je citlivé místo u loketního nervu (nervus ulnaris), který probíhá na zadní straně lokte a je kryt jenom vazivem a kůží. Brňavka je charakteristická tím, že silnější náraz do ní hodně zabolí (zabrní). Podobně citlivá jsou i jiná místa, kde povrchově probíhá nijak zvlášť krytý nerv.